# Ярлепа
Я́рлепа (эст. Järlepa) — деревня в волости Рапла уезда Рапламаа, Эстония. 
До административной реформы местных самоуправлений Эстонии 2017 года входила в состав волости Юуру. 

## География и описание
Расположена в 31 километре к югу от Таллина и в 16 км к северу от уездного и волостного центра — города Рапла. Высота над уровнем моря — 75 метров. 
Официальный язык — эстонский. Почтовый индекс — 79411.
На территории Ярлепа расположено находится одноимённое озеро. Территория деревни входит в ландшафтный заповедник Махтра.
Из Ярлепа на автобусах и маршрутных такси можно доехать до Кохила, Юуру и Рапла.

## Население
По данным переписи населения 2021 года, в деревне проживали 193 человека, из них 183 (94,8 %) — эстонцы.
Численность населения деревни Ярлепа по данным переписей населения:
| Год  | 1959 | 1970  | 1979  | 1989  | 2000  | 2011  | 2021  |
| ---- | ---- | ----- | ----- | ----- | ----- | ----- | ----- |
| Чел. | 76   | ↗ 149 | ↗ 221 | ↗ 281 | ↘ 241 | ↘ 184 | ↗ 193 |

## История
Деревня впервые упоминается в 1615 году (Järläppby). В 1688 году от мызы Сели была отделена мыза Ерлеп (нем. Jerlep, Ярлепа (эст. Järlepa mõis)), которая, по всей вероятности, была основана на землях бывшей деревни. Её основателем был Иоганн Андреас фон дер Пален (Johann Andreas von der Pahlen). После земельной реформы 1919 года на землях бывшей мызы возникло поселение Ярлепа, в 1977 году оно получило официальный статус деревни.

## Достопримечательности
Достопримечательностью деревни является мызный комплекс Ярлепа, пять объектов которого внесены в Государственный регистр памятников культуры Эстонии (главное здание, парк и аллеи, конюшня-каретник, амбар-сушильня и птичник).

### Комментарии
1. ↑  Эстонские топонимы, оканчивающиеся на -а, не склоняются (исключение — Нарва)